# サルサ (音楽)
サルサ（Salsa music）はラテン音楽の一ジャンルである。
リズムの基本となるのは南米音楽特有の「クラーベ」という単位である。クラーベのリズムは一般的に2-3（ツースリー）、3-2（スリーツー）と言われるリズムで、一般的に2（ツー）はシンコペートされた2拍目と3拍目のみ、3（スリー）は4拍子を三連符のリズムでクラーベスの音を出す。その二つでワンセットの「クラーベ」という単位になり、そのクラーベのリズムにベースやピアノが加わり、コンガ、ボンゴ、ティンバレスなどのパーカッションや、トランペットなどのホーンセクションが加わって構成されていく。
加わる楽器や演奏形態は、ソンやモントゥーノ、ルンバ、グアヒーラ、ボレロなどリズムによって変わる。クラーベとはスペイン語で基本・鍵と言う意味で、楽器のクラーベは2本1セットで演奏するためクラベスと言う。

## 歴史

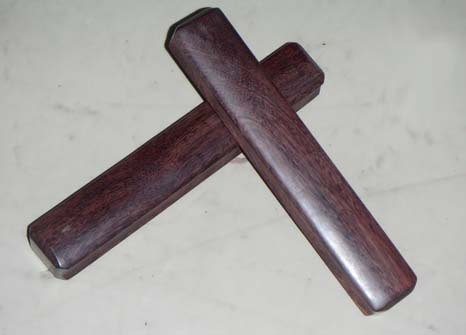
サルサのリズムを生むクラベス 拍子木の一種である。

サルサのルーツは、1930年代のキューバ音楽、ソンやルンバから発展したものとされている。直接的には、1960年代のニューヨークにおけるプエルトリコ人やキューバ人のコミュニティ内で、ラテン音楽に、ジャズ、ソウル、ロックなどの要素を取り入れたものを発祥とする説、さらにその後1970年頃までにニューヨークで確立されたものをサルサの発祥とする説が有力である。

### 由来
サルサに直接影響を与えた音楽はキューバのソンである。これはスペインとアフリカの影響を受けた音楽で、もともとはキューバ東部のオリエンテ州に原型があり、1910年代後半にはキューバ全土に広がった。
1920年代から30年代にかけて、禁酒法が施行されたアメリカ合衆国からの観光ブームも手伝って、ソンがキューバで大変な人気を博し、多くの楽団が演奏した。1930年4月26日、キューバ出身のドン・アスピス率いる楽団がニューヨークのパレス劇場でショーを開催して大好評となったことでレコード会社が録音し、1931年には「エル・マニセロ(南京豆売り)」が当時としては異例の百万枚の大ヒットとなった。ここから、「ルンバ・エイジ」と呼ばれる1930年代のルンバの大ブームが起こった(この時名付けられたルンバとは、社交ダンスのスタイルを意味するルンバであり、キューバにあるアフリカ系音楽のルンバのことではない)。
キューバの他の音楽ジャンルも多かれ少なかれソンの影響を受け融合し、様々な亜流のソンが誕生して変質していった。その中でも1940年代には、ソン・モントゥーノが人気となる。ソンの中のモントゥーノ(コールアンドレスポンス)のパートを強調して、よりアフリカ的な色彩を強め、トレスに代わってサックスやトランペット、ピアノが楽団の編成に加わるようになった。かつてのソンの楽団の編成はセステート(6人編成)、あるいはセプテート(7人編成)であったが、1940年代になるとキューバの楽団は大規模になった。
ジャズに影響を受けた大規模な編成でミュージシャンらがデスカルガ(ジャムセッション)を繰り返す中、ソン・モントゥーノのリズムからマンボが生まれた。1944年にはアンセルモ・サカサスが「エル・マンボ」を録音し、メキシコシティではペレス・プラードが1949年に「マンボNo.5」を録音するなど、1940年代はラテン音楽の主流がマンボへと移っていった時期である。この時期ニューヨークでは、アルセニオ・ロドリゲスやフェリックス・チャポティーン、マチート、ティト・プエンテらが、大規模な楽団をそれぞれ率いて、パラディウム・ナイトクラブを拠点に活躍。そのスピード感とダイナミックなサウンドで、マンボは一大ブームとなった。
第二次世界大戦後の1940年代後半になると、ニューヨークにはヒスパニック系移民が爆発的に増加した。50年代に入ると、チャランガ編成によるチャチャチャやパチャンガもキューバから導入され、様々なスタイルのキューバ由来の音楽が存在した。

### 1960年代
キューバ革命が1959年に起こり、1961年1月にアメリカ合衆国とキューバの国交が断絶すると、ニューヨークにはキューバの楽団はほとんどいなくなり、代わりにプエルトリコ系のミュージシャンらが優勢を占めるようになった。大規模な楽団は姿を消し、ヒスパニック系の若者にはアフリカ系アメリカ人のコミュニティから生まれたR&Bやドゥーワップ、ソウルミュージックの人気が高く、従来のポピュラーなラテン音楽の人気は下火となっていた。その過程において、チャーリー・パルミエリ、ジョニー・パチェーコ、レイ・バレットなどのミュージシャンが、ソウル・ミュージックとマンボを融合させて、60年代初頭にはヒスパニック系コミュニティでブーガルーのブームが起こった。
1964年、ジョニー・パチェーコは、法律家のジェリー・マスッチとともにファニアレコーズを創立する。ウィリー・コロン、エクトル・ラボー、ジョー・バターンなどの若手アーティストのヒットを飛ばして地盤を固め、後にティコ、アレグレを吸収する一大レーベルとなる。その一方では、かつてルンバやマンボの時代に隆盛を極めたナイトクラブやホールが次々と閉店する中、ミュージシャンの間ではデスカルガ(ジャムセッション)が頻繁に行われ、ティコやアレグレといった数少ないニューヨークのラテン系レーベルの企画で録音された。一例として、1966年5月23日にヴィレッジゲイトでライブで録音された盤がある。デスカルガはプエルトリカンのアイデンティティを模索するひとつの運動となり、毎夜のように行われていた。66年にはジョー・クーバも音楽的成功を収めた。またファニア・レーベルのアーティストのショウケースとして結成されたファニア・オール・スターズは、1968年6月8日にレッド・ガーターで第一回興行を行った。
アフリカ系アメリカ人の若者がブラックパンサー党を結成したことに触発されたニューヨリカンの若者たちがヤングローズを結成するなど、1960年代後半は若者が政治活動に強く関わった時代であった。この社会変化の中でファニア・オール・スターズは、長く親しまれてきたソンや、プエルトリコ独自の音楽であるプレーナを採り入れた曲でシングルヒットを出し続け、1971年8月26日にはナイトクラブチーターでの歴史的なコンサートを行った。その後彼らは世界中をツアーし、サルサの認知に貢献した。ファニア・オール・スターズは1973年8月24日に、ニューヨークのヤンキースタジアムで4万人の観衆を前にコンサートを行った。この時は興奮した観衆がフィールドになだれ込んできて途中で中止となる事態となった。

### 1970年代
70年代初頭、ファニア・オール・スターズの功績で、サルサは急激にニューヨークからラテン・アメリカ諸国に広まった。ファニア・オール・スターズはヤンキー・スタジアムでのライブで、ソールドアウトを記録した。またコロンビアでは、ジョー・アローヨなどの新しい世代のミュージシャンが、クンビアやバジェナートの要素とサルサを結合させて人気をとった。
多くのミュージシャンによって様々なアイデアがサルサに盛り込まれ、「サルサ」と呼ばれる音楽はその輪郭を強くした。ウィリー・コロンはプエルトリコの撥弦楽器クアトロを導入したり、ジャズやロックのみならず、パナマやブラジルの音楽も採用した。ファニア・レコーズのアレンジャー、ラリー・ハーロウは、エレクトリックピアノを加えてモダンなサルサにした。
サルサの興隆とともに市場が拡大し、音楽自体が多様化、複雑化した。独立レーベルであったファニア・レコーズは1970年代の10年間で弱体化し、代わりにメジャー資本のラテン系音楽レーベルが大きく成長した。1970年代後半にはキューバとの交流も一時的に可能となり、サルサはキューバ音楽に影響を与えた。

### 1980年代以降
1980年代には、サルサは恋愛のロマンス(時にセックス)を扱った歌詞、スムースなサウンドとメロディを特徴としたサルサ・ロマンティカに進化した。このスタイルはホセ・アルベルトが1984年にリリースしたアルバム「Noches Calientes」にさかのぼり、アルベルトは後に「ダンス・ウィズ・ミー」アルバムも発表した。ロマンティカの新しい波は、ニューヨークとプエルトリコのラティーノの音楽市場を占める一方で、多くの若者はサルサに興味を失い、ロックやヒップホップ、R＆Bを聞くようになったともいわれる。サルサと、キューバ音楽の影響を受けたグロリア・エステファンとマイアミ・サウンド・マシーンは、「コンガ」を86年にヒットさせた
1980年代後半になると、ニューヨークとプエルトリコのラティーノの間では、ドミニカ共和国の音楽であるメレンゲ (音楽) がブレイクし、ラテンダンスの分野でも認知されるようになった。
サルサの人気はベネズエラ、コロンビア、パナマなどラテン・アメリカ諸国だけではなく、アメリカ、ヨーロッパ、日本、アフリカなどにも広がり、世界各地でサルサのシーンが見られるようになった。サルサ・ロマンティカの人気に対する揺り戻しで、60年代から70年代のデスカルガの雰囲気を感じさせる「クラシック・サルサ」を演奏するアーティストが世界中に存在するようになった。例えば日本のオルケスタ・デ・ラ・ルスは1989年にファーストアルバムをリリースした。グルーポ・ニチェ、ジョー・アローヨ、フルーコなどのコロンビアのアーティストは、サルサ・ドゥラ、もしくはサルサ・ゴルダと呼ばれるハードなサルサで人気を博した。ニューヨークでもアフリカンド、スパニッシュ・ハーレム・オーケストラといったグループが出現している。
その一方でサルサは、ハウスミュージック、レゲトン、テクノなど様々な音楽と融合して存在している。

## サルサ・ダンス

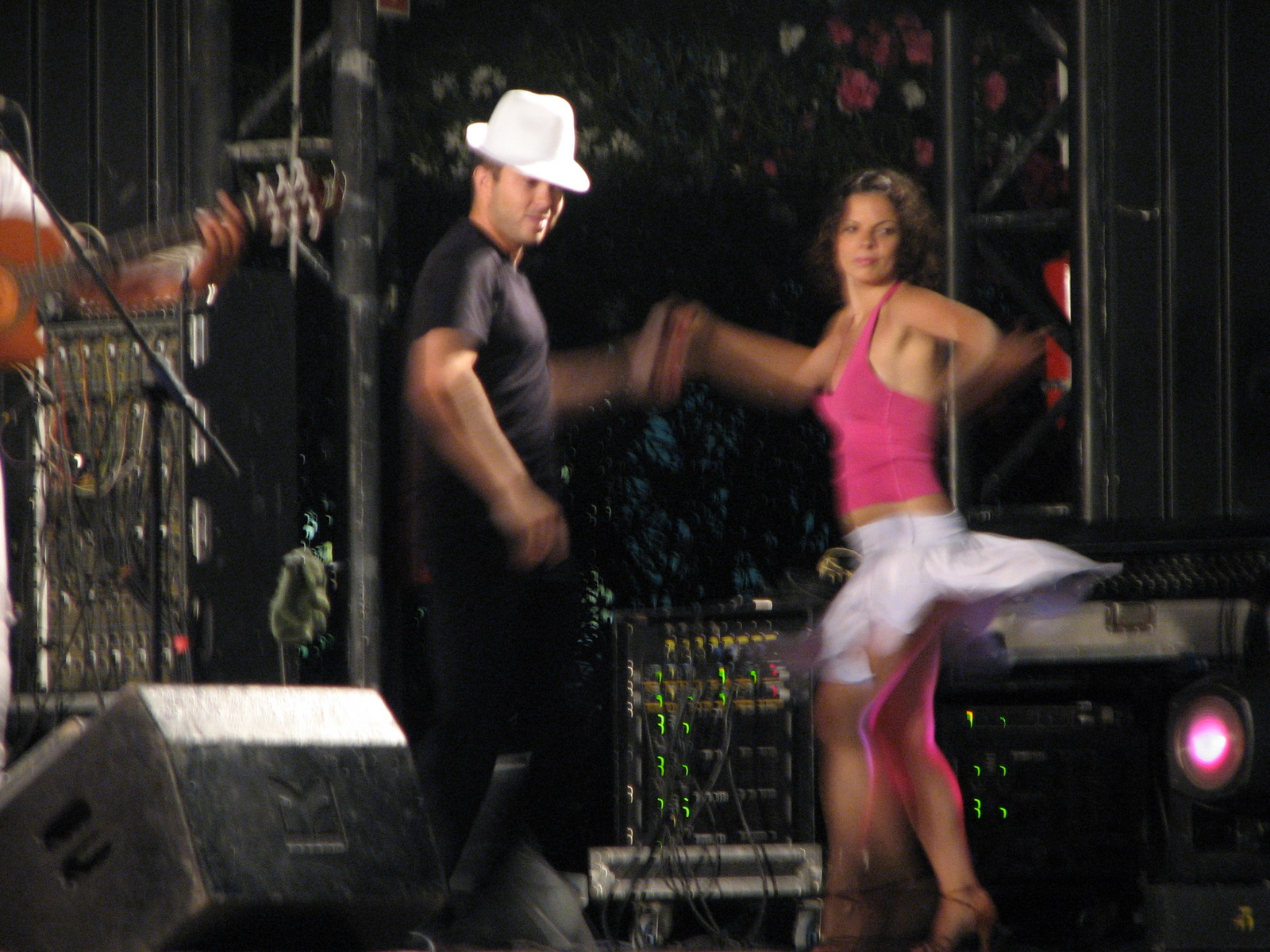
サルサ (音楽)

サルサ・ダンスは60年代後半から70年代前半のニューヨークで、プエルトリコ人やキューバ人の間で流行し始めた。ダンスとしてのサルサは1クラーベ＝8拍の音楽に6ステップを合わせて踊るため、シンコペーションに合わせ1, 5拍目をステップしない（N,Yスタイル-プエルトリコ系）、1拍目からステップを始め4, 8拍目をステップしない（L,A,スタイル-キューバ系）、シンコペーションにあわせ2拍目から始めるが4(8)拍目と次の5(1)拍目をタイでつなぎ、ステップのブランクを作らない（N,Y,クラブon2）等がある。ダンススタイルはそれぞれ少しずつ異なる。
日本では、競技ダンスの項目のひとつと認識されてから長いが、ポップ歌手リッキー・マーティン、マーク・アンソニーなどの人気の高まりとともに、熱心なサルサのインストラクターや中南米の出稼ぎ移民、日系移民を中心に一部のクラブなどでの人気が根付いてきている。
中南米、北米では一般的なラテン移民の庶民のダンスとして溶け込んでいる。米国へのラテン系の移民の中でも、若い世代はサルサのことを「家族で集まるときの余興」とみるような認識が強かったが、一般的な米国社会への浸透とともに、今では多くのラティーナ、ラティーノが社会に進出してきている。もともとラテン系の移民の多いニューヨークやロサンゼルスなどの大都市では、サルサの学習クラスや、クラブが増えている。

## 代表的なアーティスト

### 世界
- ホセ・アルベルト
- レイ・セプルベダ
- ジョー・バターン
- ジョー・キューバ
- ファニア・オールスターズ Fania All-Stars
- レイ・バレット Ray Barretto
- エクトル・ラボー Hector Lavoe
- ウィリー・コロン Willie Colón
- エディ・パルミエリ Eddie Palmieri
- チャーリー・パルミエリ
- ティピカ73
- セリア・クルース Celia Cruz
- モンゴ・サンタマリア
- ロス・バン・バン Los Van Van
- ヒルベルト・サンタ・ロサ Gilberto Santa Rosa
- エル・グラン・コンボ・デ・プエルト・リコ El Gran Combo de Puerto Rico
- グルポ・ニーチェ Grupo Niche
- ウィリー・リベラ Willy Rivera
- エディ・サンティアゴ Eddie Santiago
- ロス・ティタネス Los Titanes
- ルイス・エンリケ Luis Enrique
- ペドロ・コンガ Pedro Conga
- ジェリー・リベラ Jerry Rivera
- オスカル・デ・レオン Oscar D'León
- ティト・プエンテ Tito Puente
- ウィリー・ボボ Willy bobo
- エヌ・クラベ N`Klabe
- ルベーン・ブラデス
- アナカオナ ANACAONA
- ディ・カチェ D'Caché
- オルケスタ・カネラ orquesta CANELA
- シエラ・マエストラ

### 日本
- オルケスタ・デ・ラ・ルス
- チカブーン